# Île Maury

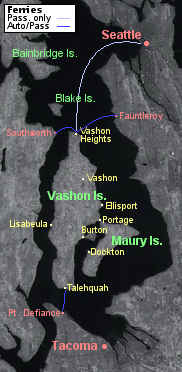
Ligne de ferries des régions de Vashon et Maury

L'île Maury est une île de l'État de Washington, dans le comté de King, aux États-Unis.

## Description
Située dans le Puget Sound, elle s'étend sur près de 5,3 km de longueur pour une largeur d'environ 3 km. Elle est reliée à l'île Vashon par un isthme qui a été établi en 1913. Auparavant, il n'était possible de la rejoindre qu'à marée basse.
L'île est rurale avec de vastes étendues de terres agricoles, de forêts et des rivages relativement peu développés. 

## Histoire
Elle a été nommée en l'honneur de William Lewis Maury (en), lieutenant durant l'expédition Wilkes.
L'île est célèbre pour un événement paranormal connu sous le nom d'incident de l'île Maury qui aurait eu lieu en 1947.
Les îles Maury et Vashon abritent le Vashon-Maury Island Community Council (Conseil communautaire de Vashon-Maury Island). Dans les années 1940, Vashon avait une chambre de commerce qui agissait plus comme un conseil communautaire qu'une chambre traditionnelle. Dans les années 1950, le précurseur du conseil communautaire contemporain était organisé et portait le nom de « Civic Assembly ». De nos jours, ce Conseil communautaire est chargé de travailler à la préservation de la nature rurale des îles Vashon et Maury.
Le phare de Point Robinson est inscrit au Registre national des lieux historiques depuis le 21 avril 2004 .

## Cinéma
- The Maury Island Incident, un film de Scott Schaefer, sorti le 22 mai 2014.